# Superliga 1984/85
Die Saison 1984/85 war die 13. Spielzeit der Superliga, der höchsten spanischen Eishockeyspielklasse. Meister wurde zum dritten Mal in der Vereinsgeschichte der CH Txuri Urdin.  

## Hauptrunde

### Modus
In der Hauptrunde absolvierte jede der sechs Mannschaften insgesamt zehn Spiele. Die vier bestplatzierten Mannschaften qualifizierten sich für die Finalrunde, in der sie auf jeden Gegner in Hin- und Rückspiel trafen, wobei die Ergebnisse aus der Hauptrunde übernommen wurden. Meister wurde der Erstplatzierte der Finalrunde. Für einen Sieg erhielt jede Mannschaft zwei Punkte, bei einem Unentschieden gab es ein Punkt und bei einer Niederlage null Punkte.

### Tabelle
|    | Klub              | Sp | S | U | N  | Tore   | Punkte |
| -- | ----------------- | -- | - | - | -- | ------ | ------ |
| 1. | CH Jaca           | 10 | 8 | 1 | 1  | 101:28 | 17     |
| 2. | CH Txuri Urdin    | 10 | 7 | 1 | 2  | 113:34 | 15     |
| 3. | CG Puigcerdà      | 10 | 7 | 0 | 3  | 141:43 | 14     |
| 4. | CH Vizcaya Bilbao | 10 | 5 | 0 | 5  | 87:59  | 9*     |
| 5. | CH Vitoria        | 10 | 2 | 0 | 8  | 45:138 | 4      |
| 6. | CH Boadilla       | 10 | 0 | 0 | 10 | 22:207 | 0      |

Sp = Spiele, S = Siege, U = unentschieden, N = Niederlagen, OTS = Overtime-Siege, OTN = Overtime-Niederlage, SOS = Penalty-Siege, SON = Penalty-Niederlage
- (Dem CH Vizcaya Bilbao wurde ein Punkt abgezogen)

## Finalrunde
|    | Klub              | Sp | S  | U | N  | Tore    | Punkte |
| -- | ----------------- | -- | -- | - | -- | ------- | ------ |
| 1. | CH Txuri Urdin    | 16 | 11 | 3 | 2  | 159:59  | 25     |
| 2. | CH Jaca           | 16 | 10 | 3 | 3  | 135:57  | 23     |
| 3. | CG Puigcerdà      | 16 | 9  | 2 | 5  | 168:79  | 20     |
| 4. | CH Vizcaya Bilbao | 16 | 6  | 0 | 10 | 117:106 | 12     |

Sp = Spiele, S = Siege, U = unentschieden, N = Niederlagen, OTS = Overtime-Siege, OTN = Overtime-Niederlage, SOS = Penalty-Siege, SON = Penalty-Niederlage